# Crocidura bottegoides
Crocidura bottegoides är en däggdjursart som beskrevs av Rainer Hutterer och Yalden 1990. Crocidura bottegoides ingår i släktet Crocidura och familjen näbbmöss. IUCN kategoriserar arten globalt som starkt hotad. Inga underarter finns listade i Catalogue of Life.
Denna näbbmus lever endemisk i bergstrakter i centrala Etiopien. Den vistas där mellan 2400 och 3300 meter över havet. Habitatet utgörs av skogar, andra områden med träd och av skogsgläntor som är täckta med gräs.